# Zending en opium in China
Zending en opium hadden in China tijdens de negentiende eeuw een groot aantal raakvlakken. Tot aan 1840 konden buitenlanders formeel alleen verblijven in Macau en het district van de Dertien Factorijen van Kanton. In de laatste stad werd eerst door de Britse Oost-Indische Compagnie via tussenhandelaren, de zogenaamde  country traders   en daarna door Britse en Amerikaanse handelshuizen de opium gelost. De meeste zendelingen  arriveerden in China met schepen die de opium brachten. Zij kregen vaak onderdak bij de handelaren. Hun financiële ondersteuning vanuit de zendingsgenootschappen  uit Europa bereikte hen via de handelaren en veel van hun werk was niet mogelijk zonder donaties van die handelaren.

## Achtergrond

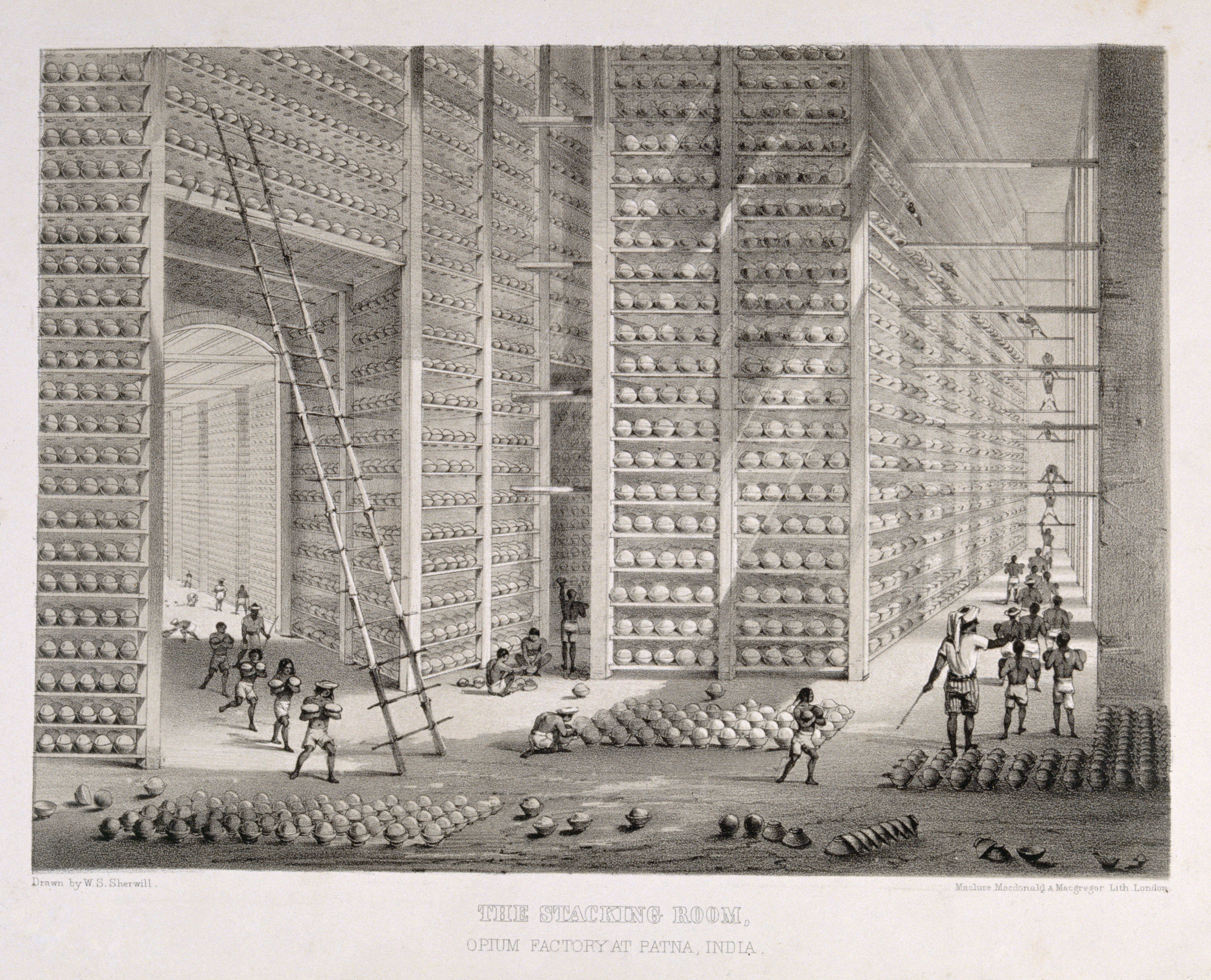
Opslag van opium in Brits-Indië

Opium import in China in de periode 1650-1880

De  bolpapaver waar van het ingedroogde melksap de opium gemaakt wordt kwam tot de negentiende eeuw niet in China voor. Opium was echter al tijdens de periode van de Tang-dynastie (608-917) in China bekend. Het werd daar geïmporteerd door Perzische handelaren en vooral als medicijn gebruikt. Vanaf begin zeventiende eeuw werd opium vermengd met tabak,  madak  en werd het gerookt.  De Portugezen importeerden de opium uit het westen van  India, waar zij de kolonie Goa hadden, naar Macau. Ook de Nederlandse Vereenigde Oostindische Compagnie importeerde opium.  De Chinese overheid zag begin achttiende eeuw het opiumgebruik al als een probleem en verbood de  madak . Dat had weinig succes, omdat pure tabak en pure opium niet afzonderlijk verboden werd. Opium zelf werd verboden in 1796. Begin negentiende eeuw werd het verbod meerdere malen bevestigd in keizerlijke decreten.
In de laatste decennia van de achttiende eeuw gingen de Britten opium met een hogere kwaliteit uit het oosten van India importeren en slaagden erin de Portugezen en Nederlanders uit de markt te verdrijven.  Het gebruik van onversneden opium werd vanaf die periode meer gangbaar.
Vanaf de tweede helft van de achttiende eeuw nam de consumptie van uit China afkomstige thee in Europa en met name in Groot-Brittannië sterk toe. Die thee werd in China betaald met katoen uit India en vooral met zilver uit Spaans-Amerika. Door allerlei oorzaken kreeg de Britse Oost-Indische Compagnie ernstige liquiditeitsproblemen in China, omdat de prijs die de Compagnie moest betalen voor zilver steeds hoger werd. Er ontstond een tekort aan zilver. De gevonden oplossing was  het zeer actief gaan stimuleren van de export van opium naar China.
De leidende gedachte was, dat meer aanvoer van opium ook tot een grotere vraag zou gaan leiden. In 1818 had  de illegale export van opium  naar China een waarde van 4.750.000 Mexicaanse dollars. De Britse import van thee  een waarde van 5.500.000 Mexicaanse dollars. Dat betekende dus nog een tekort op de Britse handelsbalans met China. In 1833 was de waarde van de geëxporteerde opium haast 12.000.000 Mexicaanse dollars tegenover een thee-import van 7.700.000 dollars. Vanaf 1820 waren ook Amerikaanse handelaren met opium die zij in Turkije aankochten actief op de Chinese markt.

## De opiumconnectie

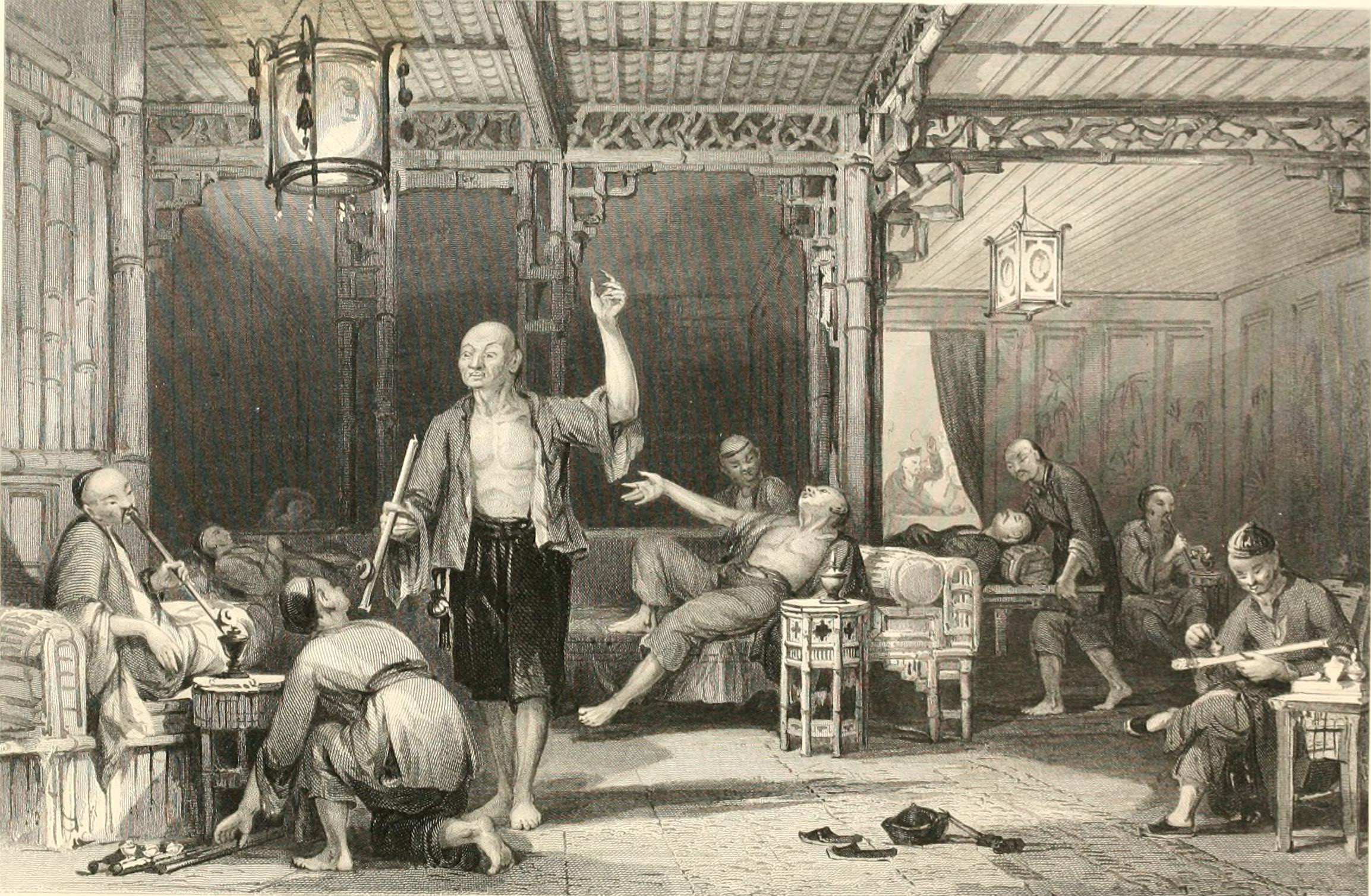
Opiumgebruikers

Voor de handelaren in Kanton was opium een winstgevend bedrijf. Er was slechts een –Amerikaans– handelshuis, Olyphant & Co., dat om principiële redenen niet in opium handelde. De mate waarin zendelingen gebruik maakten van de connectie met de handelaren was verschillend. De Duitse zendeling Karl Gützlaff ging hierin ver. Gützlaff ging  werken voor Britse handelshuizen die de opium naar Kanton brachten. In toenemende mate gingen die handelshuizen ertoe over om de opium voor de kust over te slaan op kleinere jonken met een gemengd Europees/Amerikaans-Chinese bemanning. Deze jonken konden via de kreken en rivieren de opium rechtstreeks het binnenland in brengen. Gützlaff was de tolk op deze jonken. Het gebeurde dus vaak dat dezelfde jonk ladingen opium en in het Chinees gestelde christelijke traktaten loste.
Er was op die handelwijze van Gützlaff vaak kritiek van andere zendelingen. In 1832 begon Elijah Coleman Bridgman met de publicatie van  The Chinese Repository, een periodiek verschijnend tijdschrift om de zendelingen en het publiek in de Angelsaksische wereld te informeren over de geschiedenis en cultuur van China. Het was het eerste sinologische vakblad in de wereld. Bridgman schreef een aantal artikelen waarin hij stelling nam tegen de massale import van opium in China. Andere zendelingen volgden. De realiteit bleef echter dat alle zendelingen in zekere zin steunden op de opiumconnectie.

## Deopening van China

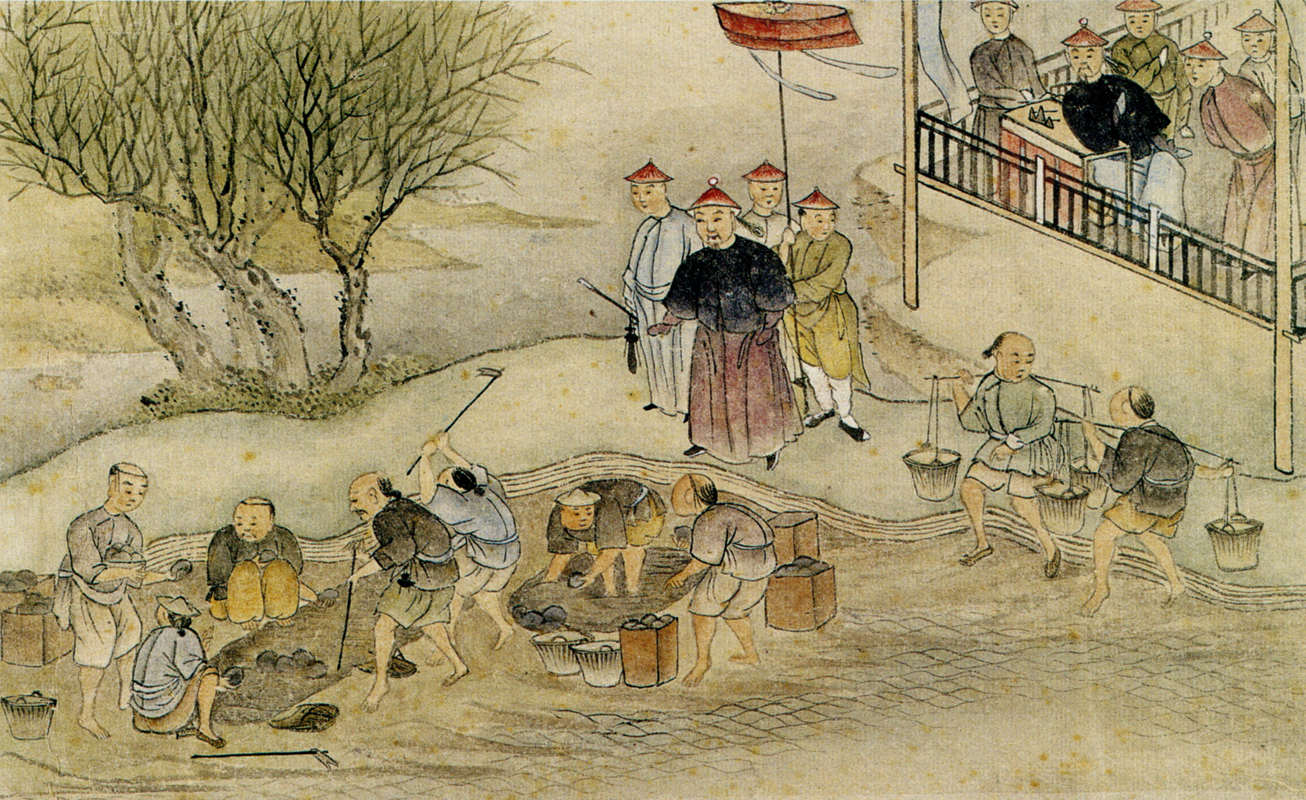
De vernietiging van opium bij Humen

Na 1835 namen de frustraties ten aanzien van de  beperkingen die buitenlanders opgelegd kregen toe. Zij het met verschillende doeleinden voor ogen, waren na 1835 zowel handelaren als de meeste zendelingen voorstander van een geforceerde, met militaire middelen afgedwongen  opening van China. In april 1839 arriveerde Lin Zexu in Kanton met de keizerlijke opdracht een halt toe te roepen aan de import van opium. Hij arresteerde meer dan 1700 Chinese tussenhandelaren en nam meer dan 1,2 miljoen kilogram opium in beslag, dat hij liet vernietigen bij de opiumverbranding te Humen.
Dat leidde tot de Eerste Opiumoorlog en het verdrag van Nanking in 1842. Het gevolg was dat Hongkong Brits bezit werd en de havensteden Kanton, Xiamen, Ningbo, Shanghai en Fuzhou opengesteld voor handel met het buitenland. Het verbod op de invoer van opium werd echter pas na de Tweede Opiumoorlog met het verdrag van Tianjin in 1858 en de Conventie van Peking in 1860 opgeheven. Het feit, dat bij deze verdragen zowel de zending nu bewegingsvrijheid kreeg in geheel China alsmede de invoer van opium werd gelegaliseerd, maakte dat veel Chinezen opium en zending in belangrijke mate met elkaar associeerden.

## De strijd tegen de opiumhandel

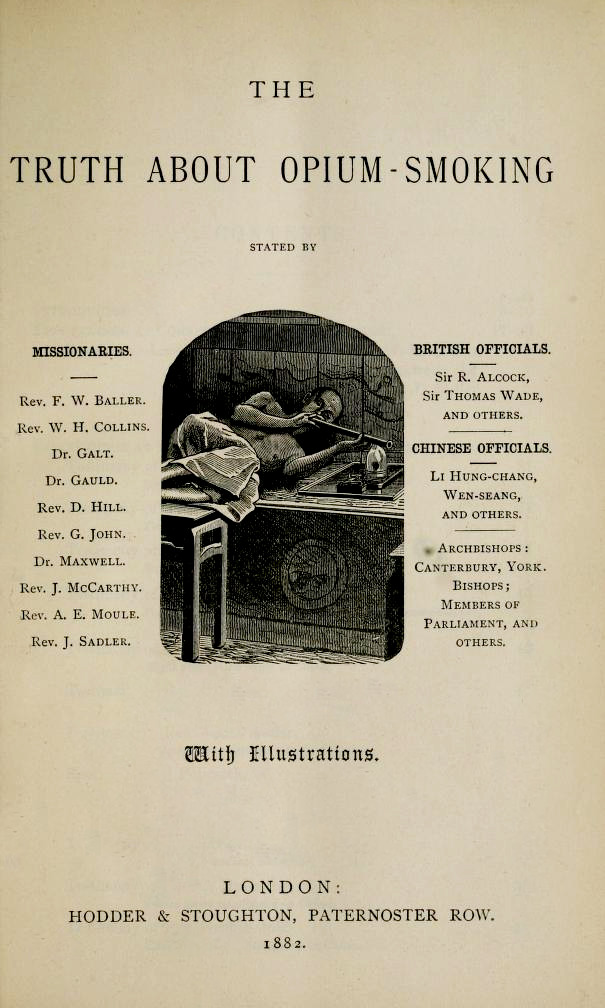
Een van de boeken uitgebracht door de Society for the Suppression of the Opium Trade

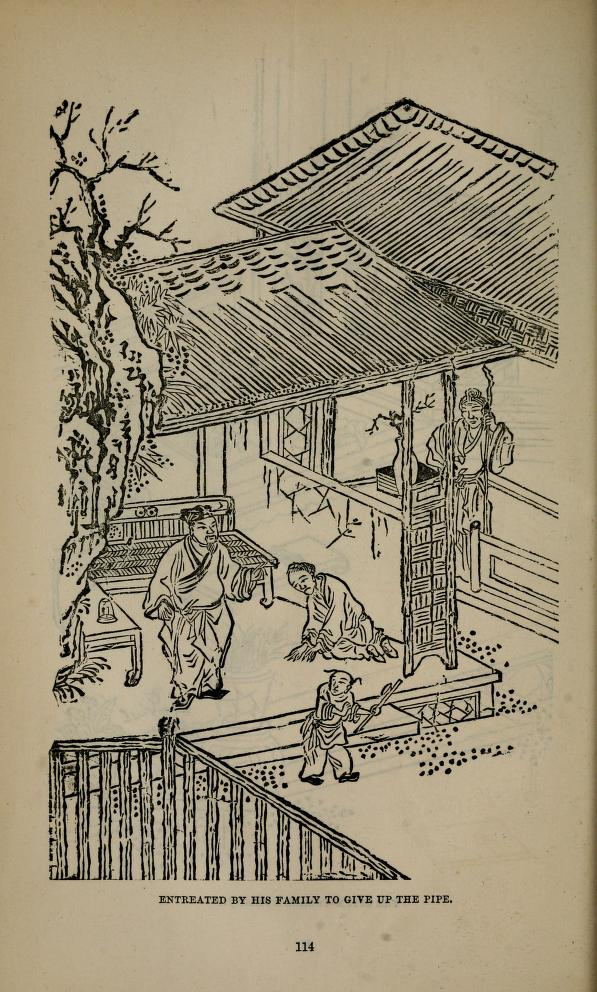
Illustratie uit dit boek

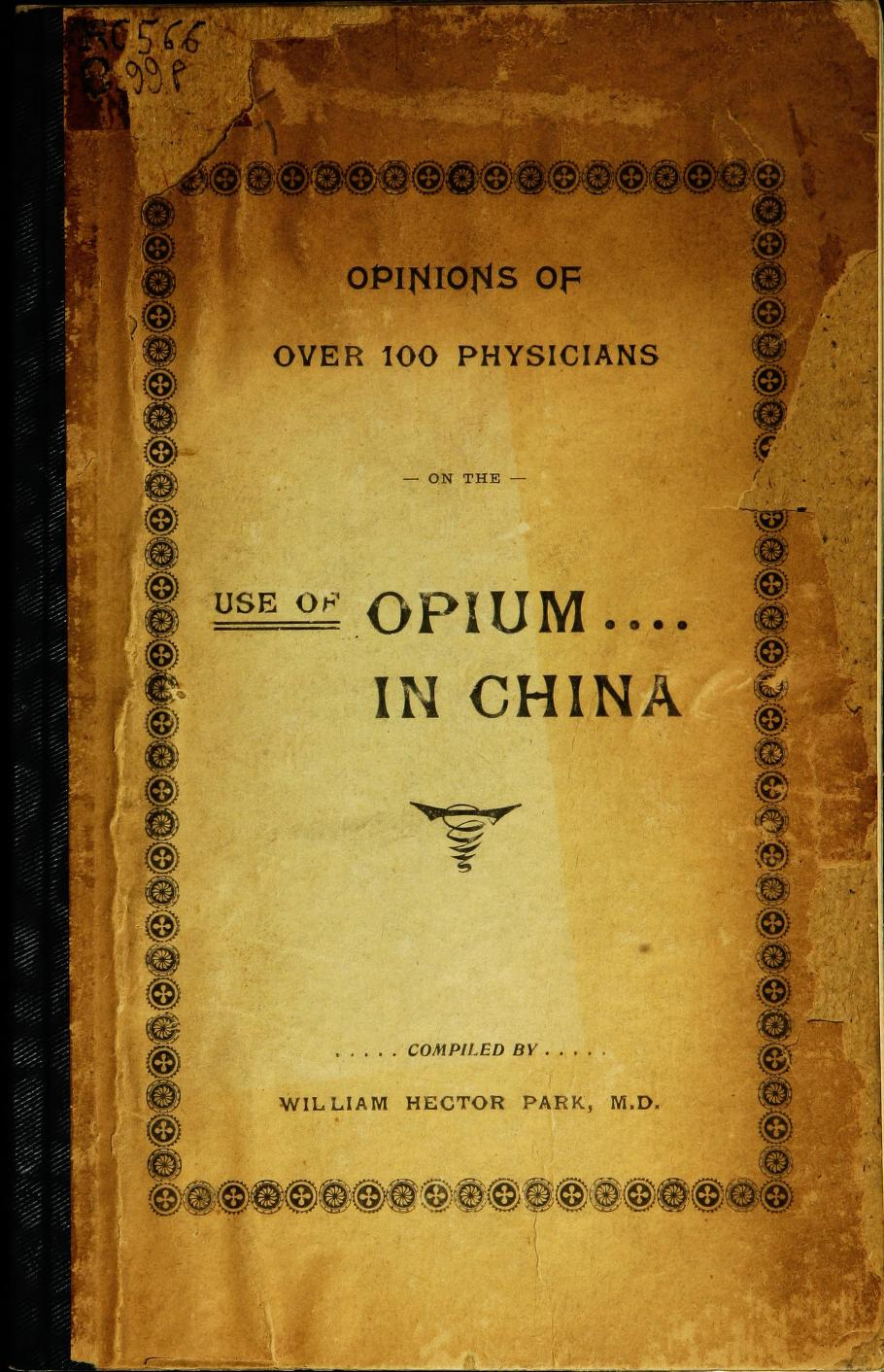
Voorblad van Opinions of Over 100 Physicians on the Use of Opium in China

Net als in Europa was er in China ook altijd een zeker recreatief gebruik van opium geweest. Dat gebruik was in China onder de meer welgestelde klasse ook aanzienlijk hoger dan in Europa.  Opium werd in China ook gebruikt op basis van de aanname dat het bijvoorbeeld malaria en tuberculose zou kunnen genezen, ziekten die in de negentiende eeuw in China zeer verspreid waren. Door de enorme aanvoer vanaf begin negentiende eeuw werd de prijs voor opium sterk verlaagd en werd het ook bereikbaar voor de armsten in de samenleving.
Rond 1870 was het aantal echte verslaafden in China, die fysiek geheel afhankelijk waren van het gebruik  ongeveer tien miljoen. In gebieden in Sichuan waar de bolpapaver inmiddels ook werd geteeld, kon het percentage verslaafden meer dan 70% van de volwassen bevolking bedragen. Recente studies wijzen ook uit, dat het aantal Chinese vrouwen onder de verslaafden aanzienlijk groter moet zijn geweest dan tot voor kort aangenomen.
Rond 1870 was er nog geen echt wetenschappelijk bewijs van de effecten die opiumgebruik kan hebben. De openstelling van China had tot een aanzienlijke uitbreiding van het aantal zendingsposten in het hele land geleid, vaak ook met iets van medische zorg. De zendelingen zagen dus veel situaties die aantoonden dat gebruik van opium zeer verslavend was, de gewoonte zeer moeilijk te doorbreken en dat gebruik op langere termijn zeer schadelijke effecten had. Het doel van de zending was mensen te bekeren tot het christendom. Geen enkel kerkgenootschap wilde echter opiumverslaafden toelaten tot de kerk. Opiumverslaving was dus een probleem waarmee vrijwel alle zendelingen in China geconfronteerd werden. Er was vanaf 1870 veel verschil van opvatting over religieuze aspecten tussen de zendingsorganisaties, maar volstrekte consensus  over de schade die opium kon hebben. De rooms-katholieke missionarissen kwamen minder snel tot dit soort conclusies. De Romeinse Curie nam pas in 1892 afstand van het gebruik van opium in China.
Veel zendingsposten trachtten dan ook verslaafden te helpen. De meerderheid van de zendingsposten in China  had na 1870 een schuilplaats voor verslaafden. Daarin werd getracht verslaafden cold turkey te laten afkicken. De verslaafden kregen een aantal goede maaltijden per dag. Veel zendelingen rapporteerden dat de personen, die erin geslaagd waren de ontwenningsverschijnselen te overleven  genezen  waren. In de praktijk vielen  de meesten na het verlaten van de zendingspost terug in de oude gewoonte.
De zendelingen hadden grote moeite hun eigen landgenoten te overtuigen van de schadelijke effecten. Veel evangelisch christenen hadden eerder alcoholgebruik gedemoniseerd en hun opvatting over opium werd daarom niet altijd serieus genomen. De opbrengst van de opiumexport hielp de bestuurskosten voor de Britse overheid  in Brits-Indië te financieren. Die overheid stelde zich ook op het standpunt dat de import vanaf 1860 legaal was. In 1874 werd met name door zendelingen uit de kring van de  Quakers de Society for the Suppression of the Opium Trade gesticht. De organisatie had een eigen tijdschrift,  The friend of China en publiceerde een aantal door zendelingen in China geschreven boeken. Door voortdurend druk op parlementsleden uit te oefenen, nam het Lagerhuis in 1891 een resolutie aan die de handel in opium  moreel onverdedigbaar  noemde.
Dat leidde in 1893 tot de vorming van de Royal Commission on Opium. De commissie hoorde getuigen in Groot-Brittannië en Brits-Indië, maar niet in China. Het uitgebrachte rapport bevatte feitelijk niets over de schadelijke effecten van het gebruik. Het stelde dat gebruik van opium in Azië vergelijkbaar was met dat van alcohol in Europa, opium niet schadelijk was voor Aziaten, Chinese klachten slechts gebaseerd waren op commerciële overwegingen en wetenschappelijk bewijs dat gebruik van opium schadelijk was ontbrak.
Hierop namen zendelingen in China het initiatief tot de stichting van Anti-Opium League. Deze organisatie had eveneens een eigen tijdschrift  The Chinese Recorder. De belangrijkste publicatie kwam in 1899 uit. Het was de uitkomst van een onderzoek onder ruim 100 artsen, vaak zendelingen, die in China werkten. Dit onderzoeksrapport onder de naam   Opinions of Over 100 Physicians on the Use of Opium in China  kon niet meer genegeerd worden.
In 1906 volgde opnieuw een keizerlijk decreet met een verbod op het gebruik van opium. In 1907 volgde er een verdrag met Groot-Brittannië, waarin afspraken gemaakt werden over de beëindiging van de opiumhandel over een periode van tien jaar. De belangrijkste bepaling was, dat als de binnenlandse productie in een provincie geëlimineerd was, geïmporteerde opium daar niet meer toegelaten werd.
Sir Alexander Hosie, een Britse diplomaat, werd belast met de controle op vernietiging van de binnenlandse oogst. Zijn rapport had als conclusie, dat de meeste pogingen daartoe inderdaad succesvol waren geweest en Groot-Brittannië zag dan ook toe op vermindering en uiteindelijk stopzetting van de handel in opium. Dit was feitelijk de meest belangrijke en effectieve hervorming in China in de periode na de Bokseropstand. Na de val van het keizerrijk in 1911 keerde de binnenlandse productie gedurende de eerste decennia van de Republiek China echter weer in een aantal delen van het land terug.